# Calosoma mirificus
Calosoma mirificus is een keversoort uit de familie van de loopkevers (Carabidae). De wetenschappelijke naam van de soort is voor het eerst geldig gepubliceerd in 1979 door Casale.
De kever wordt 33 tot 35 millimeter lang en is brachypteer (kan niet vliegen).
Calosoma mirificus is alleen bekend uit het westen van Afghanistan. Hij is aangetroffen op hoogtes van ongeveer 2500 meter boven zeeniveau, rond de sneeuwgrens.